# Villa Luisa (Ivrea)
Villa Luisa è una storica residenza della città piemontese di Ivrea in Italia.

## Storia
I lavori di costruzione della villa vennero avviati nei primi anni 1860 su commissione di Gaspare Borgetti, un noto e stimato medico, per poi concludersi tra il 1864 e il 1866. Alla sua morte, la proprietà venne ereditata dal figlio Giuseppe, che perseguì la carriera militare divenendo Maggiore Generale nel 1893. Molto probabilmente fu sua moglie, Luisa Cotta Ramusino, a ispirare il nome della villa. Dopo alterne vicende l'immobile venne acquistato nel 1974 dall'Associazione Industriali del Canavese della quale, dopo la conclusione di alcune opere di ristrutturazione, divenne sede a partire dal 1977.
Nel 2020 l'edificio è stato nuovamente sottoposto a una ristrutturazione delle facciate.

## Descrizione
La villa sorge sul corso Costantino Nigra, di fronte al Palazzo Ravera, con il lato settentrionale a strabiombo sulle veloci acque della Dora Baltea, nel tratto compreso tra il ponte Vecchio e il ponte Nuovo. La proprietà confina quindi a sud con il giardino di Villa Ravera e a ovest con la chiesa di San Grato Vescovo. La villa dispone di due accessi: uno principale sul corso Nigra, preceduto da un giardino alberato, ed uno secondario sul vicolo Giordano, raggiungibile dal Borghetto.
L'edificio, sviluppato su tre piani, presenta un elaborato apparato decorativo composto da cornici, lesene e mensole. L'ultimo piano è caratterizzato dalla presenza in facciata di grandi finestroni, aperti in una delle campagne di ristrutturazione successive alla costruzione dell'edificio.

## Galleria d'immagini

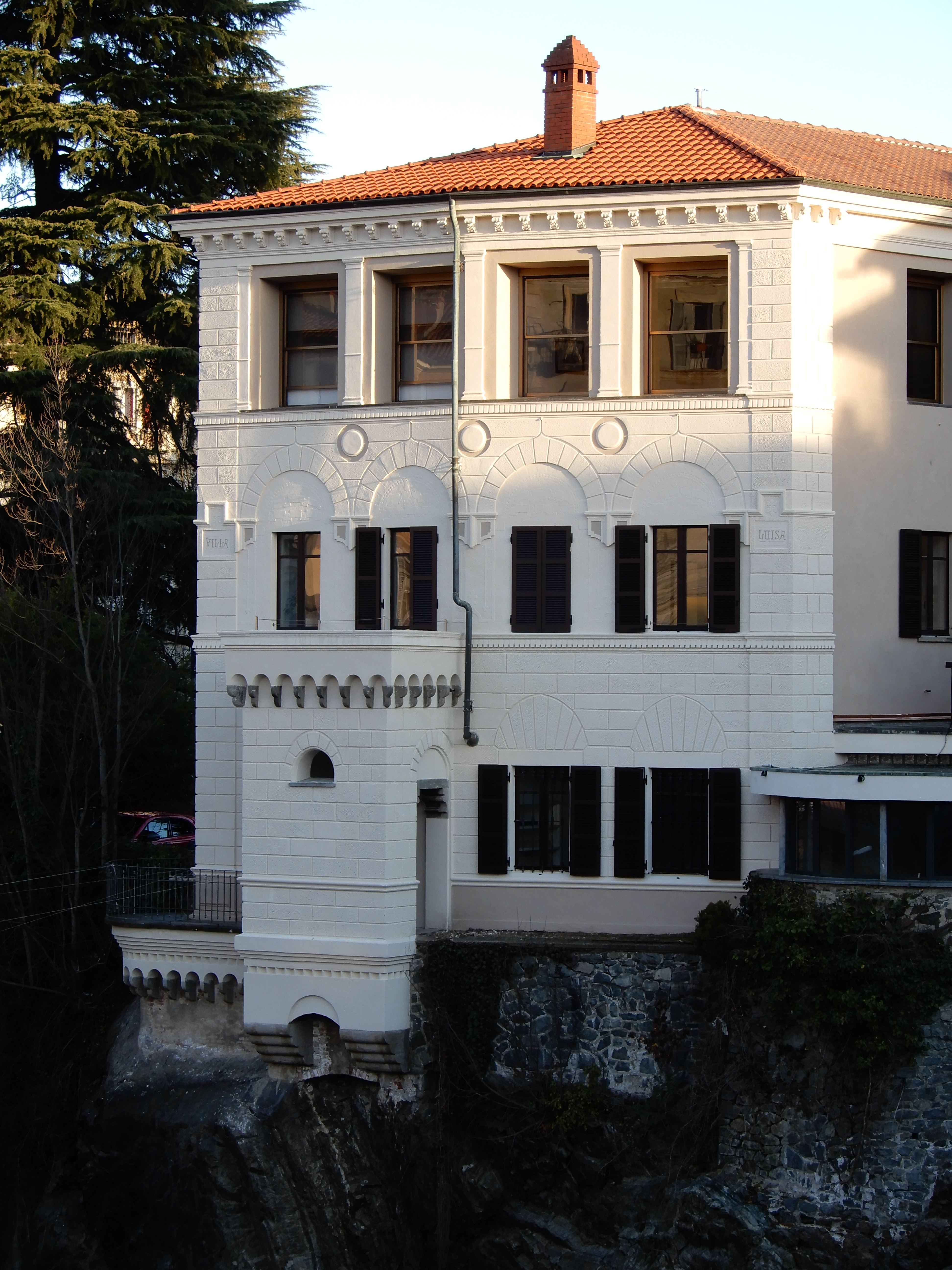
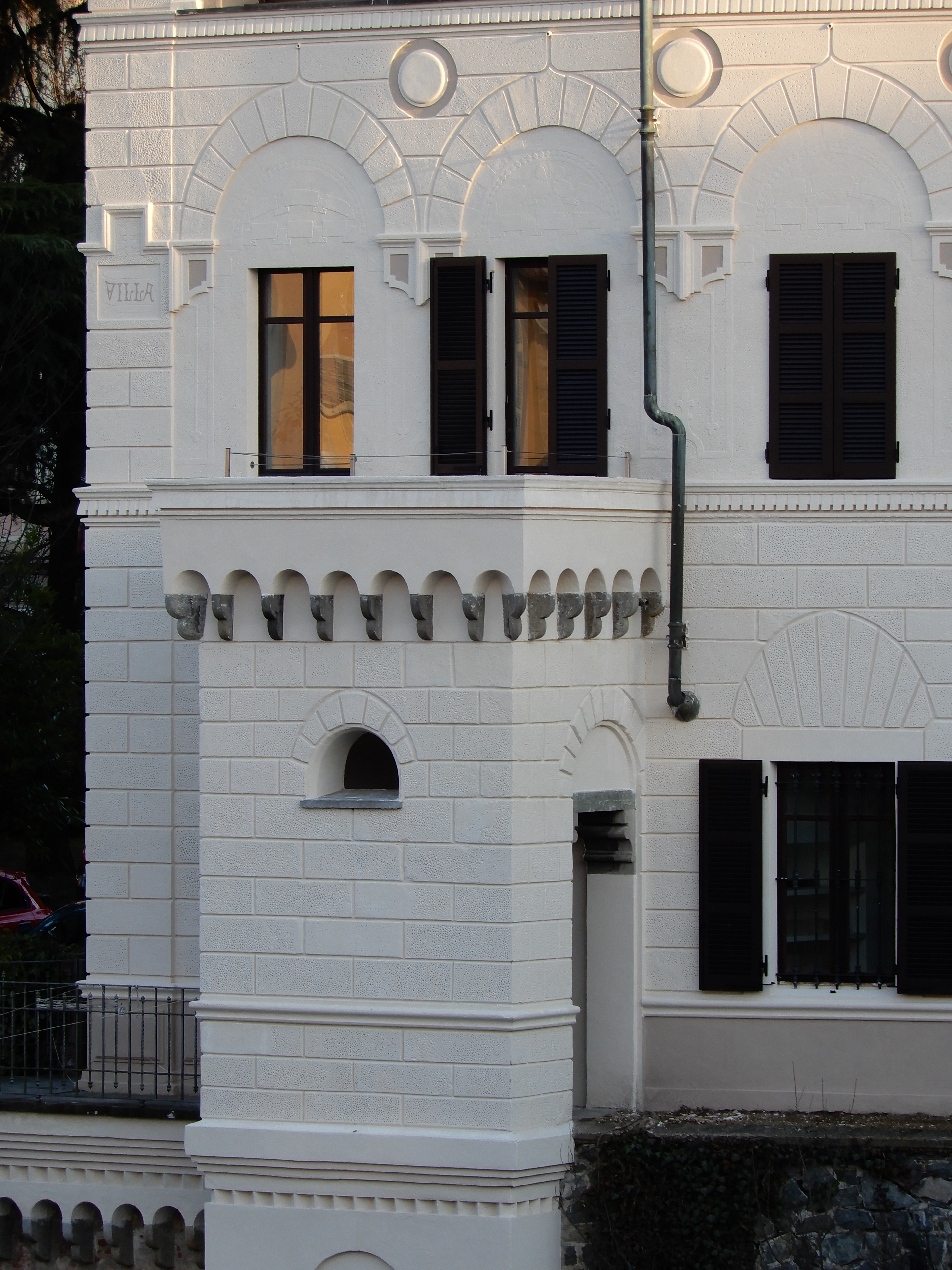
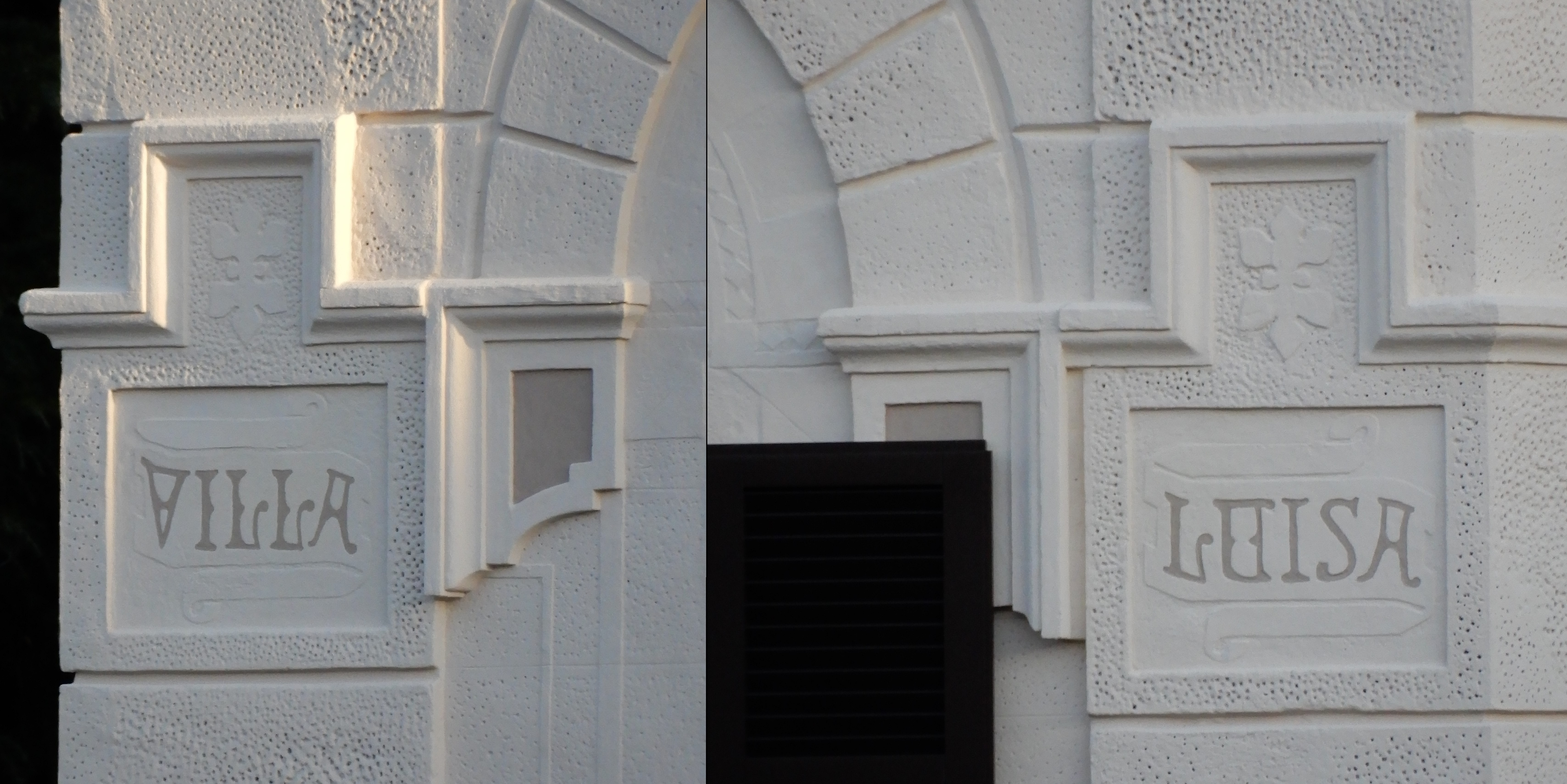